# (15442) 1998 WN11
A (15442) 1998 WN11 egy kisbolygó a Naprendszerben. A LINEAR projekt keretében fedezték fel 1998. november 21-én.